# Uswiaty
Uswiaty (ros. Усвяты) – osiedle typu miejskiego w Rosji, w obwodzie pskowskim, pomiędzy jeziorami Uzmień i Uswiatskoje, siedziba administracyjna rejonu uswiatskiego. W 2010 roku liczyło ok. 3 tys. mieszkańców. Ośrodek przemysłu drzewnego.

## Historia
Miejscowość wzmiankowana była po raz pierwszy pod nazwą Wswiacz w 1021 roku, kiedy Jarosław Mądry przekazał ją we władanie księciu połockiemu Briaczysławowi. W późniejszym okresie notowano także formy Wswiaty, Uswiacz, Swiacz i Ust´-Swiato. W XII wieku Uswiaty weszły w skład księstwa witebskiego, które wydzielono z księstwa połockiego. W 1320 roku miejscowość została przyłączona do Litwy po odziedziczeniu księstwa witebskiego przez Olgierda. Na początku XVI wieku Uswiaty znalazły się w granicach księstwa moskiewskiego. W 1567 roku w mieście wzniesiono twierdzę. W 1580 roku miejscowość została zajęta przez wojska polsko-litewskie i przyłączona do Rzeczypospolitej. W 1654 roku Uswiaty zostały zdobyte przez Rosjan i w 1658 roku ustanowiono je siedzibą ujezdu. Po rozejmie andruszowskim w 1667 roku miasto ponownie znalazło się w granicach Rzeczypospolitej. Ostatecznie w 1772 roku Uswiaty włączono do Rosji. W 1985 roku miejscowość otrzymała status osiedla typu miejskiego.